# Parafia Matki Bożej Szkaplerznej w Stubnie

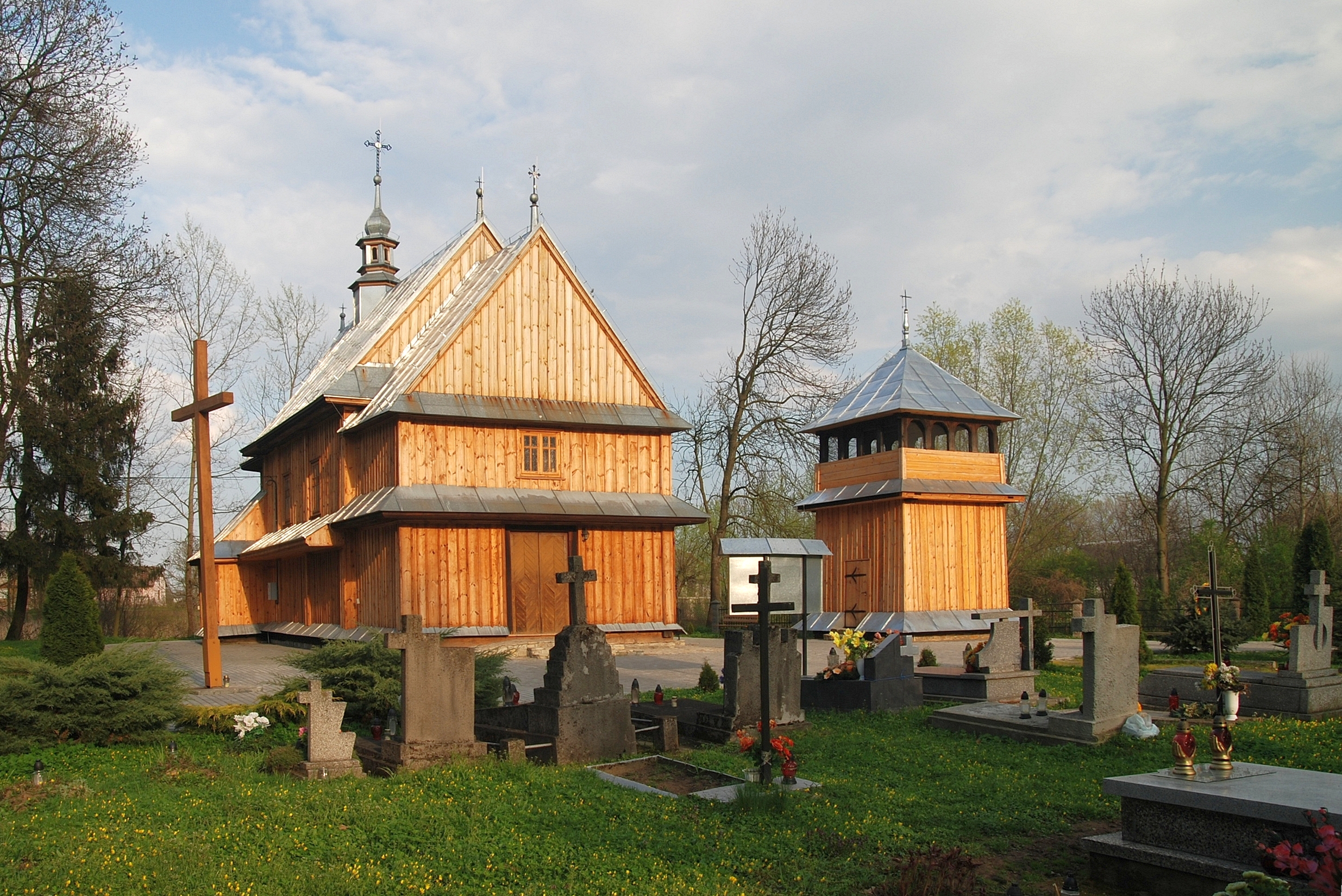
Kościół filialny w Stubienku

Parafia Matki Bożej Szkaplerznej w Stubnie – parafia rzymskokatolicka znajdująca się w archidiecezji przemyskiej w dekanacie Przemyśl III.

## Historia
W 1682 roku na miejscu poprzedniego kościoła w Stubnie, zbudowano kolejny drewniany kościół pw. Narodzenia Najświętszej Maryi Panny, który spłonął w 1832 roku. W XVII wieku parafię uposażyła Zofia Golska wdowa po kasztelanie kamienieckim. W 1810 roku w parafii było 359 wiernych. W latach 1826–1850 parafia nie posiadała własnego proboszcza, tylko zamiejscowych administratorów (excurrendo) z parafii w Michałówce i parafii w Medyce.
W 1863 roku z fundacji dziedzica Józefa Myszkowskiego zbudowano drewniany kościół pw. Matki Bożej z Góry Karmel, który w 1887 roku został konsekrowany przez bpa Łukasza Soleckiego. 
W 1938 roku do parafii należały: Stubno, Barycz, Nakło, Skład Solny, Starzawa, Stubienko. Na terenie parafii było 672 rzymsko-katolików, 2 006 grekokatolików i 47 żydów.
19 marca 1987 roku zabytkowy kościół w Stubnie uległ spaleniu. Początkowo msze święte odprawiano pod prowizorycznym zadaszeniem, a od 12 kwietnia 1987 roku w tymczasowej kaplicy urządzonej w dawnym budynku gospodarczym. 
W maju 1988 roku rozpoczęto budowę nowego kościoła według projektu mgr inż. arch. Józefa Olecha. 23 grudnia 1990 roku bp Ignacy Tokarczuk poświęcił nowy kościół. 
Na terenie parafii jest 1 621 wiernych (w tym: Stubno – 1 155, Barycz – 201, Stubienko – 265).
Proboszczowie parafii:
1809(?)–1826. ks. Tomasz Zagórski.
1826–1830. o. Aleksander Krzyżanowski (administrator excurrendo z Michałówki).
1830–1831. ks. Tomasz Wojnarski (administrator excurrendo z Medyki).
1831–1833. ks. Maksymilian Krynicki (administrator excurrendo z Medyki).
1833–1843. ks. Walenty Madejski (administrator excurrendo z Michałówki).
1843–1844. ks. Leopold Niedzielski (administrator excurrendo z Michałówki).
1844–1848. ks. Aleksander Biliński (administrator excurrendo z Michałówki).
1848–1850. ks. Franciszek Łacheta (administrator excurrendo z Michałówki).
1850–1867. ks. Feliks Grocholski.
1867–1872. ks. Ignacy Potocki.
1872–1903. ks. Wincenty Słotwiński.
1903–1915. ks. Piotr Hajduk.
1915–1932. ks. Tomasz Sapyta.
1932–1974. ks. Ludwik Kudła.
1974–2004. ks. prał. Jerzy Lic.
2004–2010. ks. Zbigniew Rolski.
2010– nadal ks. Tadeusz Włoch.

## Kościoły filialne
- Stubienko – w 1971 roku dawna cerkiew została zaadaptowana na kościół filialny pw. Podwyższenia Krzyża Świętego, a 8 grudnia 1973 roku ks. prał. Zdzisław Majcher odprawił pierwszą mszę świętą[2].
- Barycz – w 1996 roku rozpoczęto przebudowę budynku dawnej szkoły, w której urządzono kościół filialny. 21 września 1997 roku została odprawiona pierwsza msza święta. 25 kwietnia 1998 roku abp Józef Michalik poświęcił kościół pw. Miłosierdzia Bożego.